# 封印闇映像
『封印闇映像』シリーズは『封印映像』シリーズの姉妹作品である。

## 概要
2018年6月10日に新たにリリースが始まった
『封印闇映像』はただ心霊映像を見せるのではなく「何故そこに映り込んでいたのか」を調査又は検証していく。
3巻までのキャッチコピーとして「『ほんとにあった！呪いのビデオ』スタッフが新たに世に解き放つ、禁断の映像集」と記している。
サブタイトルは34巻から「一般投稿から寄せられた戦慄の映像集」と記載されている。

## スタッフ・シリーズ
監修は1巻から5巻まで「ほんとにあった！呪いのビデオ」「封印映像」「闇動画」など監修している児玉和土を起用。
6巻から20巻まで リン が担当。
21巻からは福田正敏が監修。
編集には1巻〜2巻まで「封印映像2」インタビュー取材や「ほんとにあった！呪いのビデオ」42巻〜55巻まで構成・演出を担当した岩澤宏樹。
3巻〜17巻までリン。21巻〜25巻まで「ほんとうに映った！監死カメラ」や「ほんとにあった！呪いのビデオ」71〜75まで編集を担当した遠藤香代子を起用。
シリーズ27巻から『心霊スパイラル001』など構成・演出を担当した西方健太郎を起用。

### 歴代監督
『封印闇映像』
- 児玉和土（1巻〜5巻）
- リン（6巻〜20巻及び30巻〜33巻）
- 福田正敏（21巻〜26巻及び34巻〜41巻）
- 西方健太郎（27巻〜29巻）
- ナベタマサユキ（34巻〜38巻）
- 尾崎香仁（39巻〜42巻）

## 封印闇映像 シリーズ一覧
| 作品名                                          | 発売日                     | 監督（構成・演出）                                                                         | 編集                                         |
| ----------------------------------------------- | -------------------------- | ------------------------------------------------------------------------------------------ | -------------------------------------------- |
| 封印闇映像1 放棄物件                            | 2018年6月10日リリース      | 監修・構成・演出：児玉和土                                                                 | 編集：岩澤宏樹                               |
| 封印闇映像2 恐怖のレポート                      | 2018年7月1日リリース       | 監修・構成・演出：児玉和土                                                                 | 編集：岩澤宏樹                               |
| 封印闇映像3 呪われた廃墟                        | 2018年8月6日リリース       | 監修・構成・演出：児玉和土                                                                 | 編集：リン                                   |
| 封印闇映像4 線路沿いの悪霊                      | 2018年9月2日リリース       | 監修・構成・演出：児玉和土                                                                 | 編集：リン                                   |
| 封印闇映像5 真夏の花火                          | 2018年10月6日リリース      | 監修・構成・演出：児玉和土                                                                 | 編集：リン                                   |
| 封印闇映像6 トイレの○○さん                      | 2018年11月2日リリース      | 構成・演出：リン                                                                           | 編集：リン                                   |
| 封印闇映像7 霊魂の道標                          | 2018年12月5日リリース      | 構成・演出：リン                                                                           | 編集：リン                                   |
| 封印闇映像8 公衆トイレの落書き                  | 2018年12月25日リリース     | 構成・演出：リン                                                                           | 編集：リン                                   |
| 封印闇映像9 地下都市伝説                        | 2019年1月15日リリース      | 構成・演出：リン                                                                           | 編集：リン                                   |
| 封印闇映像10 終わらない橋                       | 2019年2月4日リリース       | 構成・演出：リン                                                                           | 編集：リン                                   |
| 封印闇映像11 眺める者たち                       | 2019年4月2日リリース       | 構成・演出：リン                                                                           | 編集：リン                                   |
| 封印闇映像12 異界の電話                         | 2019年5月3日リリース       | 構成・演出：リン                                                                           | 編集：リン                                   |
| 封印闇映像13 ビデオメッセージ                   | 2019年6月4日リリース       | 構成・演出：リン                                                                           | 編集：リン                                   |
| 封印闇映像14 汚れた部屋の主                     | 2019年7月1日リリース       | 構成・演出：リン                                                                           | 編集：リン                                   |
| 封印闇映像15 山奥に潰された廃墟                 | 2019年9月初旬リリース      | 構成・演出：リン                                                                           | 編集：リン                                   |
| 封印闇映像16 潜む怨霊                           | 2019年10月3日リリース      | 構成・演出：リン                                                                           | 編集：リン                                   |
| 封印闇映像17 白い服の女                         | 2019年12月5日リリース      | 演出：リン｜構成：菊池宣秀、森澤透馬                                                       | 編集：リン、菊池宣秀、田代聖嗣               |
| 封印闇映像18 天井裏の呪い                       | 2020年1月2日リリース       | 演出：リン｜構成：菊池宣秀、今野恭成                                                       | 編集：リン、菊池宣秀、岩本慎一、安達光雄     |
| 封印闇映像19 呪いの供養人形                     | 2020年3月3日リリース       | 演出：リン｜構成：菊池宣秀、安達光雄、山田泰輝                                             | 編集：リン、菊池宣秀｜編集・MA：TSP          |
| 封印闇映像20 死霊彷徨うラブホテル               | 2020年4月5日リリース       | 演出：リン｜構成：菊池宣秀、今野恭成                                                       | 編集：リン、菊池宣秀、今野恭成               |
| 封印闇映像21 呪いのメッセージビデオ             | 2020年5月3日リリース       | 演出：福田正敏｜構成協力：佐上佳嗣、永江二朗、                                             | 編集：遠藤香代子                             |
| 封印闇映像22 車内カメラ                         | 2020年6月2日リリース       | 演出：福田正敏｜構成協力：佐上佳嗣、永江二朗、                                             | 編集：遠藤香代子                             |
| 封印闇映像23 呪いの物件                         | 2020年7月5日リリース       | 演出：福田正敏｜構成協力：佐上佳嗣、永江二朗、                                             | 編集：福田正敏、遠藤香代子                   |
| 封印闇映像24 ストーカー盗撮                     | 2020年8月2日リリース       | 演出：福田正敏｜構成：福田正敏、菊池宣秀、森澤透馬、西貴人                                 | 編集：福田正敏、遠藤香代子                   |
| 【劇場版】封印闇映像25 呪いの映像               | 2020年9月15日ロードショー  | 演出：福田正敏｜構成：福田正敏、佐上佳嗣、リン、西貴人                                     | 編集：リン、菊池宣秀、遠藤香代子             |
| 【劇場版】封印闇映像26 廃墟に潜む者             | 2020年10月15日ロードショー | 演出：福田正敏、リン｜構成：福田正敏、菊池宣秀、沖田光                                     | 編集：リン                                   |
| 封印闇映像27 こっくりさん                       | 2020年12月3日リリース      | 演出：西方健太郎｜構成：西方健太郎、尾崎香仁、福田正敏、沖田光                             | 編集：尾崎香仁、美濃良偲、藤本裕貴           |
| 封印闇映像28 廃トンネル                         | 2021年2月3日リリース       | 演出：西方健太郎｜構成：西方健太郎、尾崎香仁、福田正敏、沖田光                             | 編集：福田正敏、菊池宣秀、沖田光             |
| 封印闇映像29 僕の部屋にいる                     | 2021年3月5日リリース       | 構成・演出：西方健太郎                                                                     | 編集：西方健太郎、小林直幸、福田正敏、沖田光 |
| 封印闇映像30 ラブホテルの呪い                   | 2021年6月2日リリース       | 構成・演出：リン                                                                           | 編集：鬼塚リュウジン                         |
| 封印闇映像31ドライブレコーダーの記録            | 2021年7月5日リリース       | 構成・演出：リン                                                                           | 編集：鬼塚リュウジン                         |
| 封印闇映像32 恐怖の電話ボックス                 | 2021年9月3日リリース       | 構成・演出：リン                                                                           | 編集：鬼塚リュウジン                         |
| 封印闇映像33 纏わりつく女                       | 2021年11月3日リリース      | 構成・演出：リン                                                                           | 編集：鬼塚リュウジン                         |
| 封印闇映像34 一般投稿から寄せられた戦慄の映像集 | 2022年1月2日リリース       | 演出：福田正敏、ナベタマサユキ｜構成：佐上佳嗣、福田正敏、ナベタマサユキ                   | 編集：遠藤香代子                             |
| 封印闇映像35 一般投稿から寄せられた戦慄の映像集 | 2022年2月2日リリース       | 演出：福田正敏、ナベタマサユキ｜構成：佐上佳嗣、福田正敏、ナベタマサユキ、西貴人           | 編集：遠藤香代子                             |
| 封印闇映像36 一般投稿から寄せられた戦慄の映像集 | 2022年3月2日リリース       | 演出：福田正敏、ナベタマサユキ｜構成：佐上佳嗣、福田正敏、ナベタマサユキ、西貴人           | 編集：遠藤香代子                             |
| 封印闇映像37 一般投稿から寄せられた戦慄の映像集 | 2022年5月3日リリース       | 演出：福田正敏、ナベタマサユキ｜構成：佐上佳嗣、福田正敏、ナベタマサユキ、西貴人           | 編集：遠藤香代子                             |
| 封印闇映像38 一般投稿から寄せられた戦慄の映像集 | 2022年8月2日リリース       | 演出：福田正敏、ナベタマサユキ｜構成：佐上佳嗣、福田正敏、ナベタマサユキ、西貴人、森澤透馬 | 編集：遠藤香代子、福田正敏                   |
| 封印闇映像39 一般投稿から寄せられた戦慄の映像集 | 2022年9月3日リリース       | 演出：福田正敏、尾崎香仁｜構成：福田正敏、菊池宣秀、西貴人、尾崎香仁、今野恭成、沖田光     | 編集：福田正敏、菊池宣秀、沖田光             |
| 封印闇映像40 一般投稿から寄せられた戦慄の映像集 | 2022年10月3日リリース      | 演出：福田正敏、尾崎香仁｜構成：福田正敏、尾崎香仁、新津徳也、美濃良偲                     | 編集：福田正敏、菊池宣秀、藤本裕貴           |
| 封印闇映像41 一般投稿から寄せられた戦慄の映像集 | 2022年12月6日リリース      | 演出：福田正敏、尾崎香仁｜構成：福田正敏、尾崎香仁、新津徳也、美濃良偲                     | 編集：福田正敏、菊池宣秀、藤本裕貴           |
| 封印闇映像42 一般投稿から寄せられた戦慄の映像集 | 2023年2月2日リリース       | 演出：尾崎香仁                                                                             | 編集：尾崎香仁、菊池宣秀、坂口行弘           |